# Joanna Rubin Dranger
Joanna Rubin Dranger (født 1. marts 1970) er en svensk forfatter og tegneserietegner. Hun modtog i 2023 Nordisk Råds Litteraturpris for børnebogen Ihågkom oss till liv.
Siden 2007 har Dranger været professor ved designhøjskolen Konstfack i Stockholm.